# Sprekelia
Sprekelia eller Jakobsliljesläktet är ett släkte av amaryllisväxter. Sprekelia ingår i familjen amaryllisväxter med tre arter från södra Mexiko till Centralamerika.

## Beskrivning
Arterna av Sprekelia är perenna örter med lök. Bladen är få, remlika, direkt från löken. Blomstjälken är ihålig. Blommorna sitter ensamma (en reducerad flock) och stöds av ett rörformigt, i spetsen tudelat hölserblad. Hyllebladen är starkt osymmteriska. Arterna pollineras av kolibrier. Löken är giftig.

## Odling
Arterna odlas i väldränerad, näringsrik jord i relativt små krukor och får gärna stå tätt tillsammans. De planteras i februari med lökspetsen ovan jord. De behöver en ljus placering med skydd för starkt solljus. Jorden bör hållas jämnt fuktig, men inte våt. Ge regelbunden näring under hela tillväxtperioden. Arterna vilar mer eller mindre helt torrt under vintern. Under tillväxtperioden ca 20°C, under viloperioden 8-12°C. Några arter tål tillfälligt några frostgrader. Förökas vanligen genom delning av bestånden.
Kladogram enligt Catalogue of Life:
| Sprekelia | \| \| Sprekelia formosissima \| \| \| \| \| \| Sprekelia howardii \| \| \| \| |
|           | \| \| Sprekelia formosissima \| \| \| \| \| \| Sprekelia howardii \| \| \| \| |
|           | Sprekelia formosissima                                                        |
|           |                                                                               |
|           | Sprekelia howardii                                                            |
|           |                                                                               |

## Bildgalleri

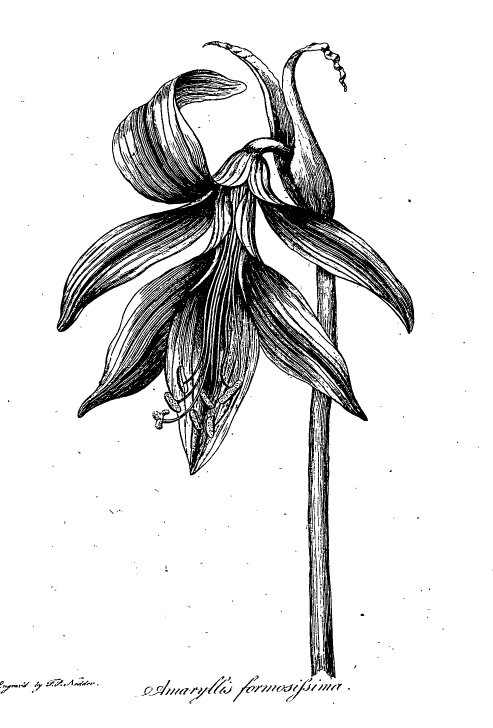
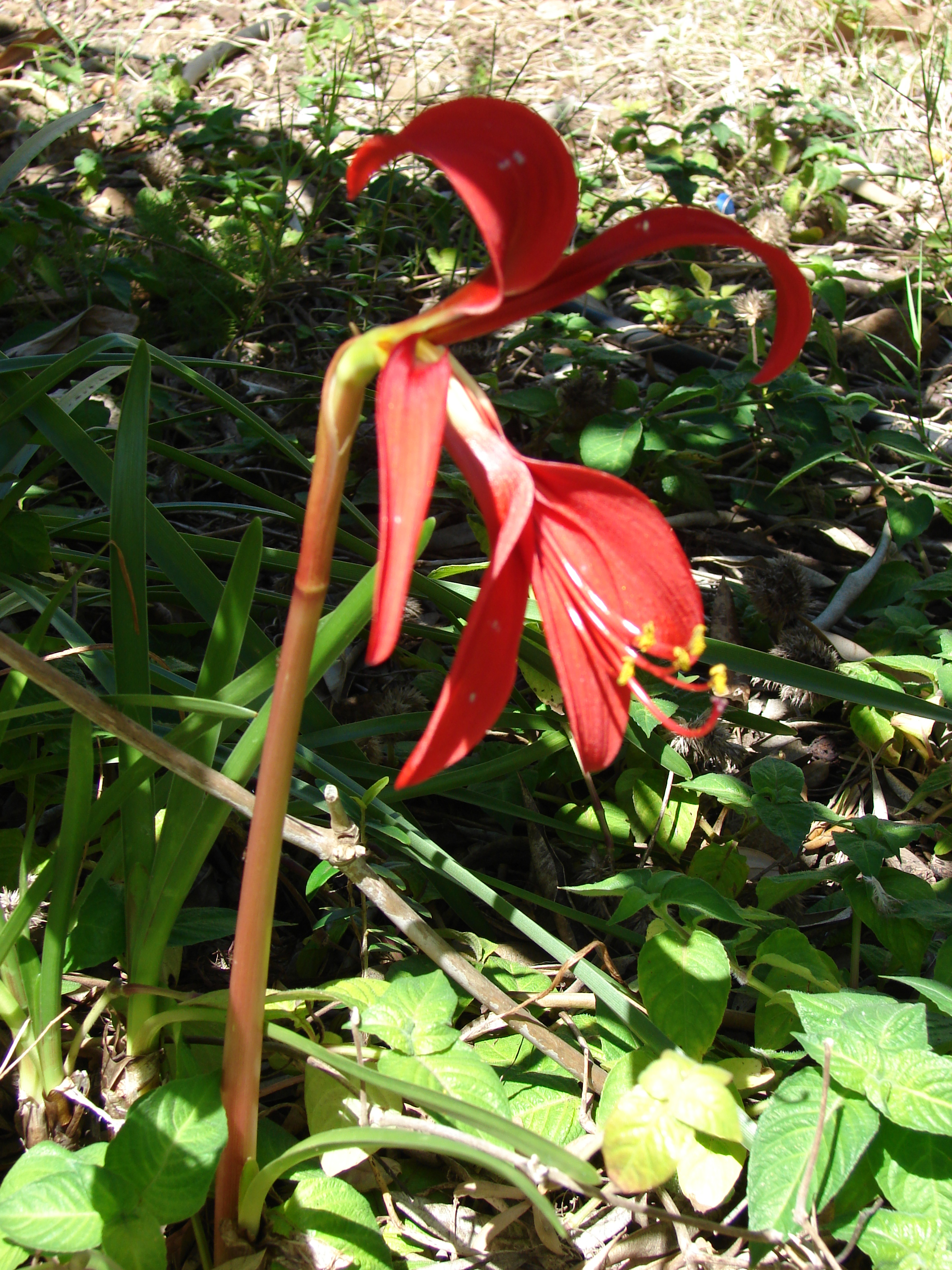
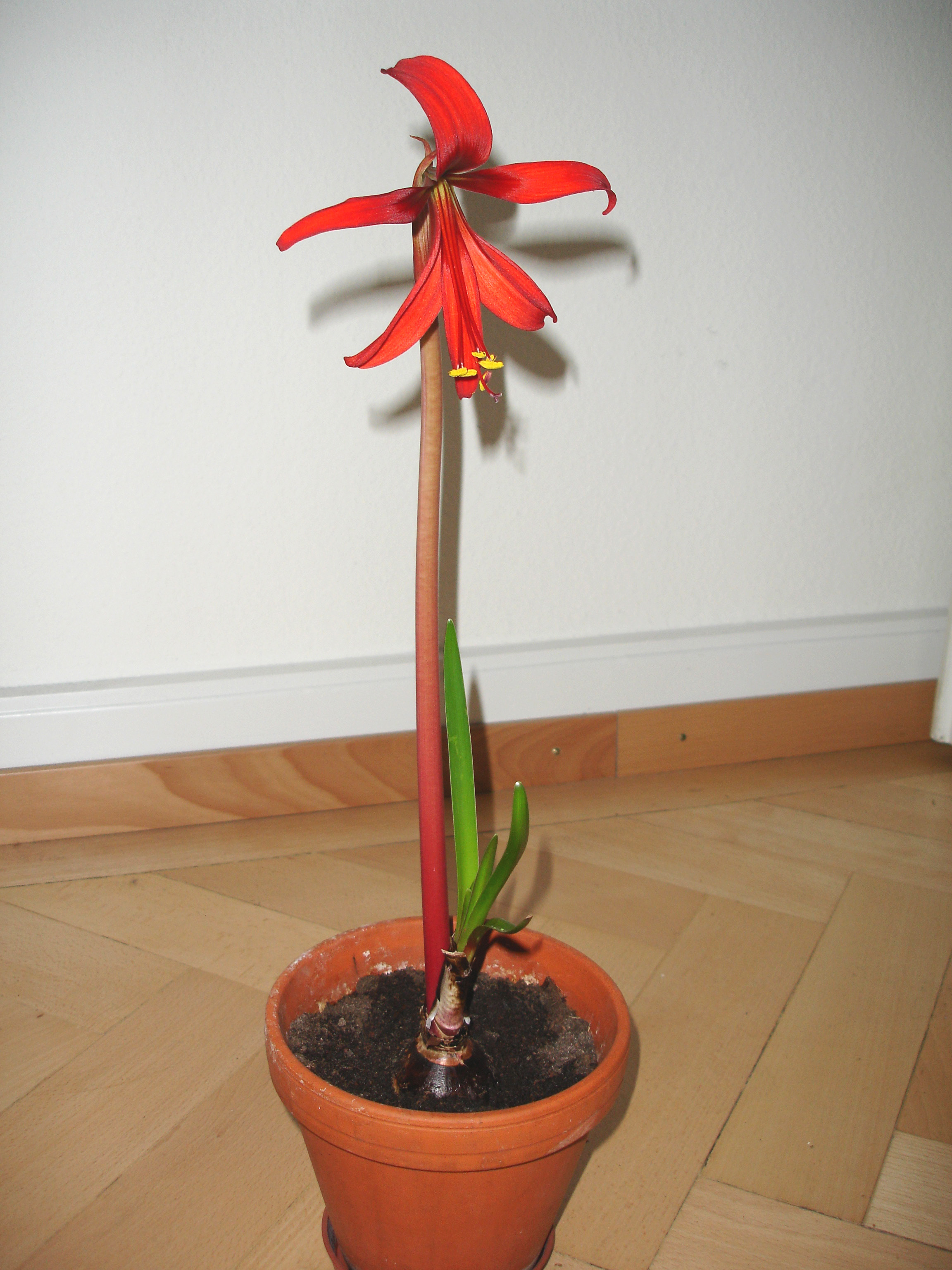
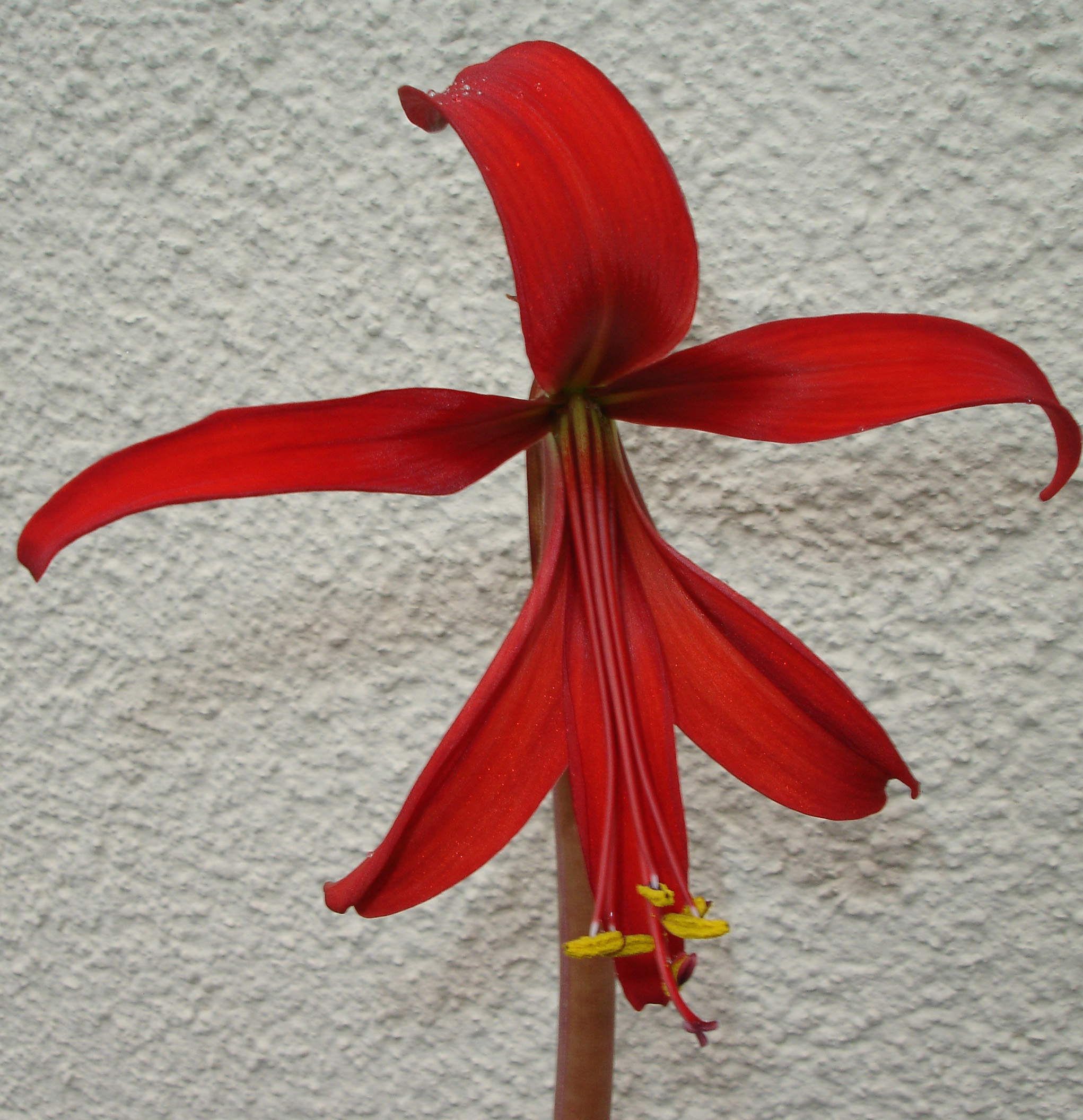
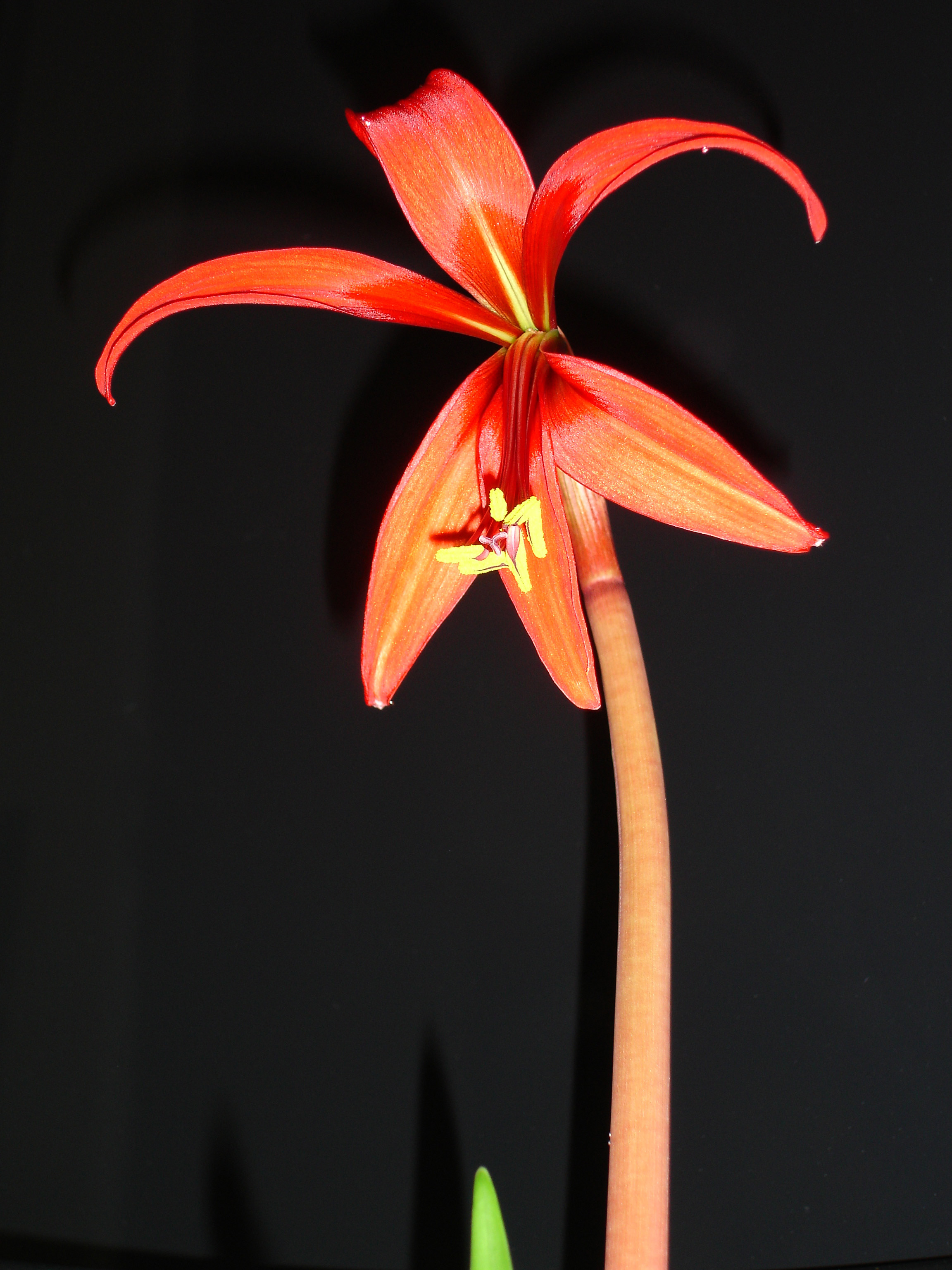
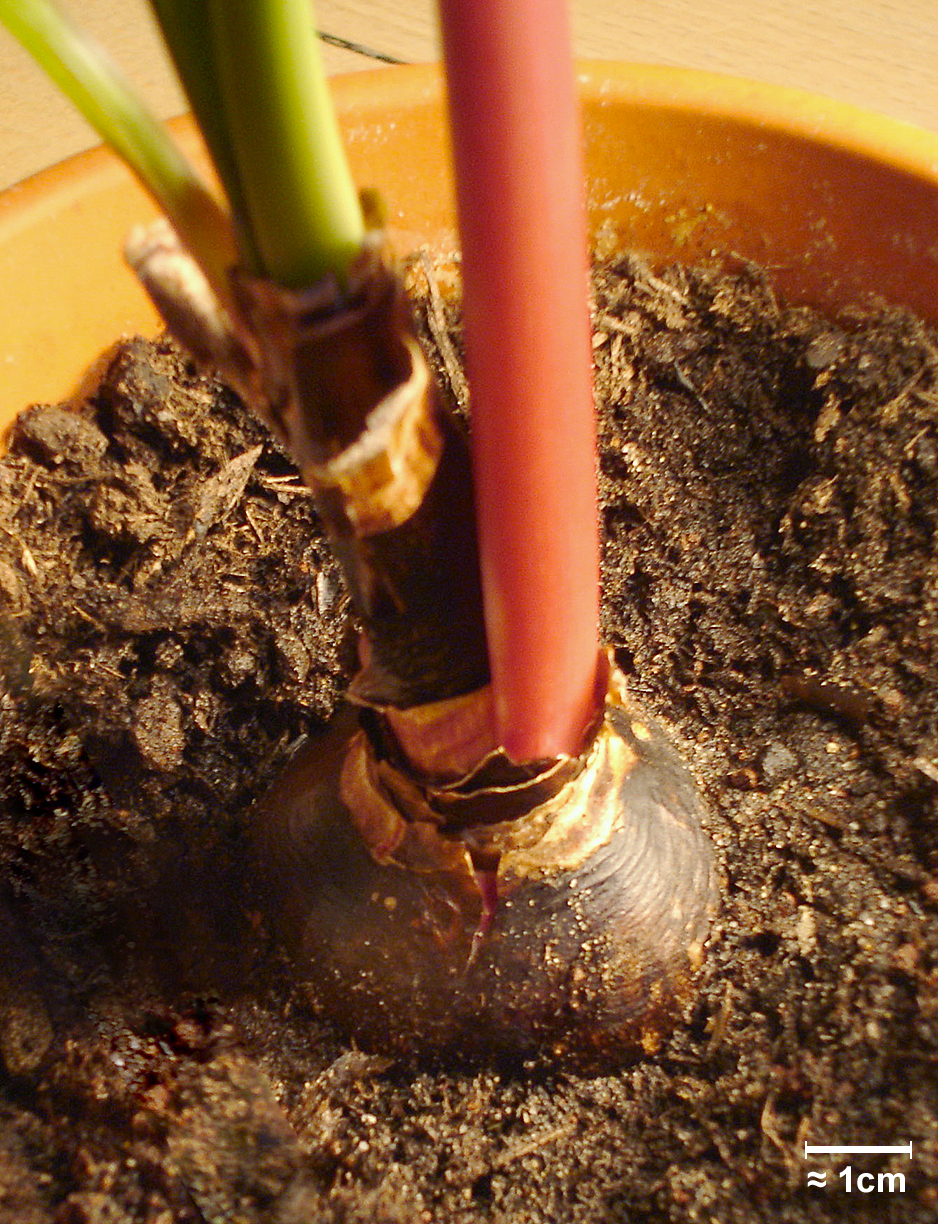
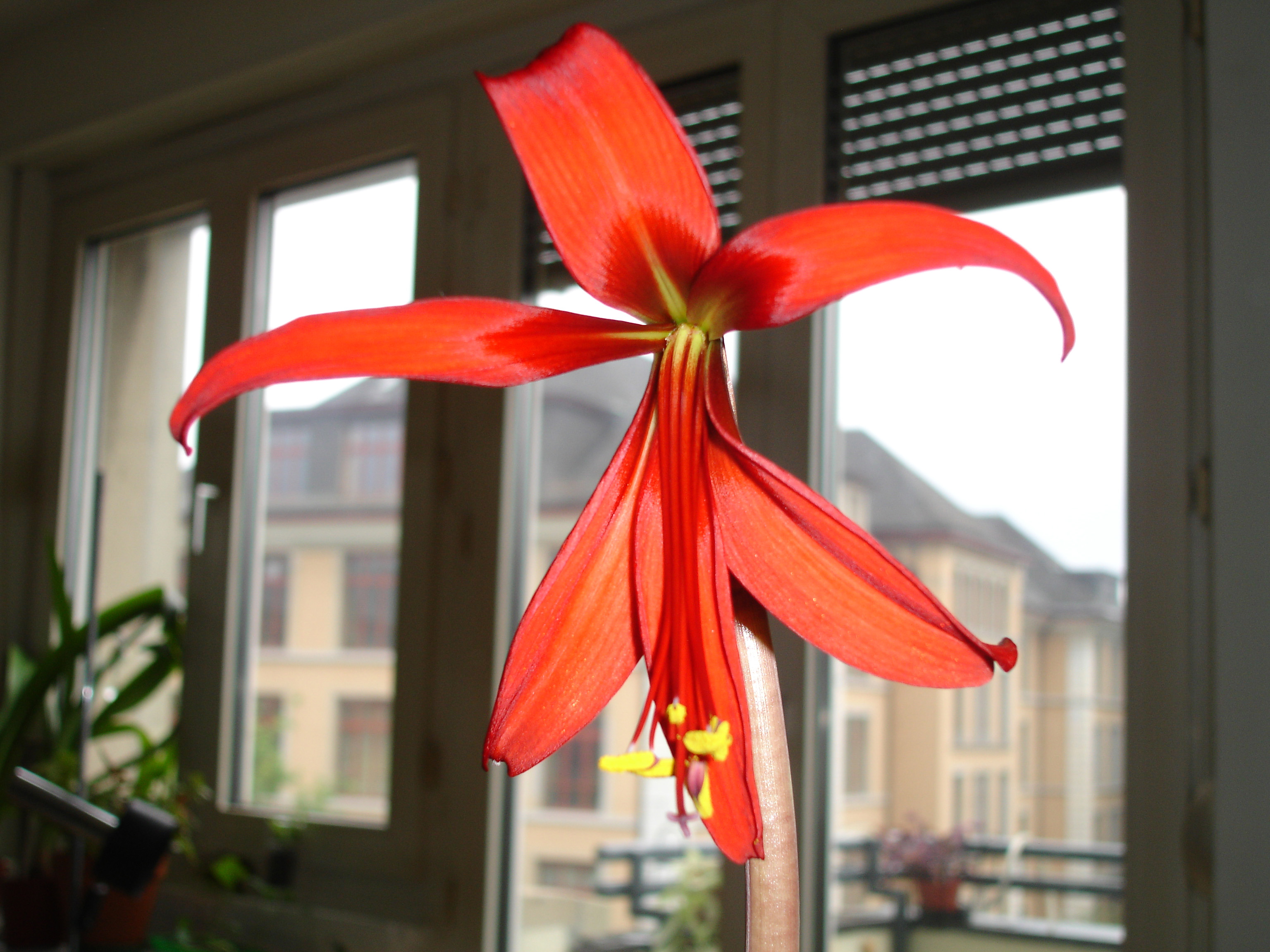